# Поступель
По́ступель (укр. Поступель) — село в Забродовской сельской общине Ковельского района Волынской области Украины.
До 2020 года входило в Ратновский район.
Код КОАТУУ — 0724285801. Население по переписи 2001 года составляет 745 человек. Почтовый индекс — 44163. Телефонный код — 3366. Занимает площадь 2,024 км².